# Крістофер Чарльз Міллер
Крістофер Чарльз Міллер (нар. 15 жовтня 1965) — американський полковник ССО армії США у відставці, який виконував обов'язки міністра оборони США з 9 листопада 2020 року по 20 січня 2021 року Обіймав посаду директора Національного антитерористичного центру США з 10 серпня по 9 листопада 2020 року. Перед цивільною службою в Міністерстві оборони Міллер був зеленим беретом, командував 5-ю групою спецпризу в Іраку та Афганістані, а пізніше працював оборонним підрядником.
Перебування Міллера в адміністрації Трампа почалося на посаді директора Національного антитерористичного центру, підтвердженого голосуванням у Сенаті Сполучених Штатів 6 серпня 2020 року Президент Трамп призначив Міллера виконувачем обов'язків міністра оборони після звільнення Марка Еспера 9 листопада 2020 року, через шість днів після президентських виборів 2020 року . Міллера звинувачували в перешкоджанні переходу в адміністрацію Джо Байдена співробітники Байдена, про що Міллер заперечував.
Після інавгурації Джо Байдена 20 січня 2021 року Міллера змінив тодішній заступник міністра оборони Девід Норквіст .
У 2022 взяв участь у Форумі Вільних Народів Постросії у Варшаві.

## Молодість і освіта
Міллер народився в Платтвіллі, штат Вісконсин, 15 жовтня 1965 року та виріс в Айова-Сіті з 1975 року Його мати, Лоїс Максін Міллер викладала в Делаверському університеті . Його батько, Гарві Делл Міллер, був начальником поліції Айова-Сіті протягом 13 років і, за словами Міллера, він «дуже вірив у шляхетність державної служби». Раніше батько працював асистентом професора права та державного управління в Університеті Північної Кароліни в Чапел-Хілл .
Міллер відвідував середню школу Айова-Сіті, перш ніж отримати ступінь бакалавра з історії в Університеті Джорджа Вашингтона в 1987 році. Він був нагороджений Меморіальною нагородою Гардінера Г. Хаббарда в історії США за найвищий середній бал на факультеті історії. Пізніше він отримав ступінь магістра з питань національної безпеки у Військово-морському коледжі в 2001 році Він також закінчив Командно-штабний коледж ВМС і Військовий коледж армії .

## Військова служба
Міллер проходив військову службу з 1983 по 2014 рік Свою кар'єру він розпочав як рядовий піхотинець у армійському резерві, перш ніж у 1987 році отримав звання другого лейтенанта через ROTC . Він приєднався до спецпризу в 1993 році.
У званні майора Міллер служив командиром роти 5-ї групи спецпризу під час вторгнення в Афганістан . Він був частиною сил швидкого реагування (QRF) після того, як ODA 574 був уражений боєприпасом спільного прямого нападу (JDAM) під час дружнього вогню. Протягом своєї кар'єри Міллера кілька разів відправляли в Афганістан та Ірак . В Іраку він командував підрозділами спецпризу в 2006 і 2007 роках У грудні 2009 року йому було присвоєно звання полковника
У 2010 році Міллер обіймав посаду керівника програми (PEO) для програм гвинтокрила в Командуванні спеціальних операцій США Одним із останніх його призначень як офіцера армії була посада директора з питань спеціальних операцій та нерегулярних бойових дій в офісі помічника міністра оборони з питань спеціальних операцій/конфліктів низької інтенсивності та взаємозалежних можливостей Пентагону в 2011 році

## Цивільна кар'єра до жовтня 2020 року
Після звільнення з військової служби в 2014 році Міллер працював оборонним підрядником. Міллер працював на державній службі інспектором помічника міністра оборони з нагляду за розвідкою з кінця 2017 року, поки його не направили в Раду національної безпеки США в березні 2018 року. Під час своєї роботи в РНБ він обіймав посаду радника з питань боротьби з тероризмом, де брав участь в операціях проти ІДІЛ, перш ніж залишити в березні 2019 року
В 2020 він був призначений заступником помічника міністра оборони (DASD) з питань спеціальних операцій і боротьби з тероризмом (SOCT). Він брав участь у призначенні Ірану, Хезболли, та Американський внутрішній тероризм як загроз для США.
Трамп висунув Міллера на посаду директора Національного антитерористичного центру в березні 2020 року 10 серпня 2020 року він приступив до своїх обов'язків директора NCTC після затвердження голосування в Сенаті 6 серпня 2020 р.

## Виконувач обов'язків міністра оборони
9 листопада 2020 року Міллер був призначений виконувачем обов'язків міністра оборони США після звільнення Марка Еспера . Це сталося, коли президент Трамп був кульгавою качкою . Головний республіканець у Комітеті з питань збройних сил Палати представників Мак Торнберрі побоювався, що супротивники США будуть підбадьорені раптовим відходом Трампа із зон конфлікту та чистками консультативних рад.
Начальником апарату Міллера як виконувач обов'язків міністра оборони був Кеш Патель, колишній помічник конгресмена Девіна Нуньєса . Патель відомий спробами дискредитувати розслідування втручання Росії у вибори 2016 року .

### Скорочення збройних сил США
Перша закордонна поїздка Міллера відбулася на третьому тижні листопада, коли він відвідав численні військові частини на Близькому Сході та в Африці, включаючи тригодинну зупинку в Могадішо . Міллер сказав, що окрім зустрічі з високопоставленими військовими та іноземними чиновниками, він хотів відвідати війська на святі Дня подяки .
У листопаді 2020 року політичне керівництво Пентагону віддало наказ про скорочення збройних сил США в Афганістані, Іраку та Сомалі всупереч порадам американського військового командування. Дехто критикував це рішення, а одна група назвала це «11-та година роботи адміністрації президента Трампа, яка ризикує завдати серйозної шкоди здобуткам у боротьбі з тероризмом і безпеці Америки. Цими нещодавніми кроками Міллер, схоже, нехтує важливими уроками щодо стійкості терористів і цінність партнерства під час боротьби з тероризмом, одночасно приймаючи політично доцільну, але стратегічно безглузду ідею „припинення назавжди воєн“, щоб заспокоїти президента протягом останніх тижнів перебування на посаді» Вони також вказали на непослідовність у повідомленні Міллера, де він стверджував, що США «на межі перемоги над Аль-Каїдою», і відзначили необхідність уникати «нашої минулої стратегічної помилки, коли ми не змогли довести боротьбу до кінця». ", водночас зробивши заяву: «Тепер час повертатися додому».

### Вплив на перехід президентської влади
18 грудня 2020 року Міллер наказав Пентагону відкласти 40 зустрічей із новою адміністрацією Джо Байдена до 1 січня 2021 року Міллер сказав, що це була «взаємно узгоджена святкова пауза» з переходом Байдена, але команда переходу Байдена заявила, що такої домовленості не було. Рішення Міллера тимчасово припинити співпрацю з новою адміністрацією було прийнято після відмови президента Дональда Трампа поступитися на виборах, відмови різних політичних призначенців адміністрації Трампа співпрацювати та заяв про шахрайство з боку адміністрації Трампа.

### Занепокоєння щодо перевороту та нападу на Капітолій США

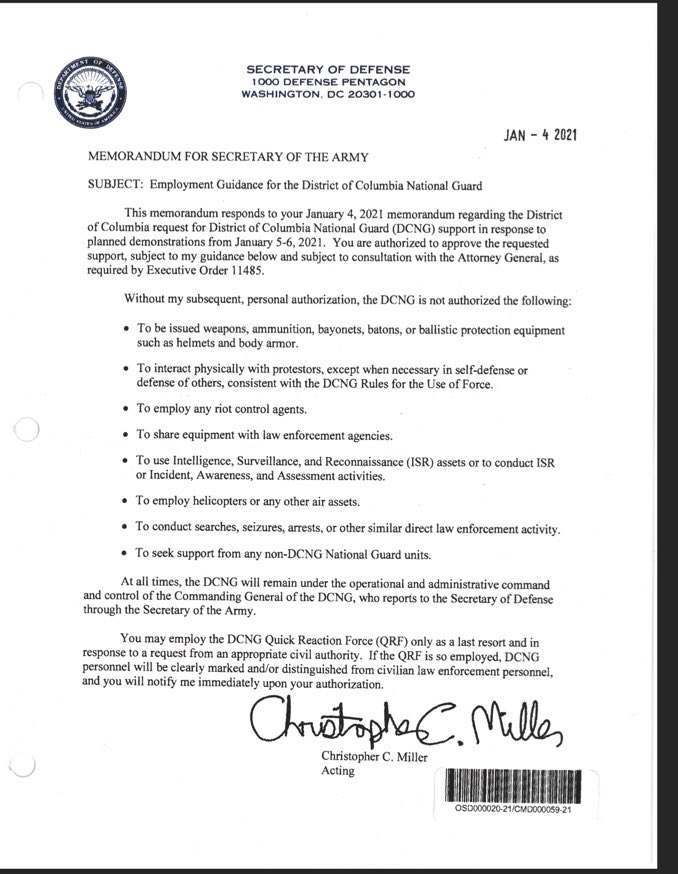
Доповідна записка Міллера від 4 січня 2021 року

3 січня 2021 року десять нинішніх колишніх міністрів оборони США оприлюднили відкритий лист, у якому висловили занепокоєння з приводу можливого військового перевороту з метою скасування результатів виборів. Лист попереджав державних чиновників — і Міллера в тому числі — що вони зіткнуться з серйозними наслідками, якщо порушать Конституцію..
Того ж дня Трамп мав розмову з виконувачем обов'язків міністра оборони Міллером, про що пізніше Міллер дав свідчення Комітету Палати представників з питань нагляду та реформ під час слухань щодо заворушень 6 січня у травні 2021 року. Міллер засвідчив, що він сказав президенту, що мер Вашингтона, округу Колумбія, Мюріел Боузер подала запит на надання неозброєного персоналу для посилення місцевих правоохоронних органів. Він засвідчив, що Трамп відповів: «Зробіть все необхідне для захисту демонстрантів, які реалізовували свої конституційні права.
5 січня Міллер видав накази, які забороняли розгорнути сили членів Охорони округу Колумбія зі зброєю, шоломами, бронежилетами або агентами боротьби з масовими заворушеннями без його особистої згоди. 5 січня міністр армії Райан Маккарті опублікував меморандум про обмеження Національної гвардії округу Колумбія. Генерал-майор Вільям Дж. Вокер, генерал-командувач Національної гвардії округу Колумбія, пізніше пояснив: „Усі військові командири зазвичай мають повноваження негайного реагування на захист власності, життя, а в моєму випадку федеральних функцій — федеральної власності та життя. Але у цьому випадку я не мав таких повноважень“.
Дії Міллера 6 січня перевірили. Після того, як заворушники порушили периметр Капітолійської адміністрації, Міллер чекав близько три години, перш ніж дозволити розгортання Національної гвардії. Міллер не надав такий дозвіл до 16:32, після того, як активісти з Вірджинії вже увійшли до Капітолія, а Трамп наказав бунтівникам „розійтися додому“.». Міллер засвідчив, що намагався уникнути повторення Стрілянину в штаті Кент.
Даючи свідчення під присягою спеціальному комітету Палати представників США щодо нападу 6 січня, Міллер підтвердив, що президент Дональд Трамп сказав йому, що він повинен надати меру округу Колумбія Боузер будь-яку підтримку, яку вона запитує, і Трамп припустив, що 6 січня їм знадобиться 10000 військових, щоб стримати атаки протрампівських протестувальників. Міллер також сказав, що Трамп ніколи не давав йому офіційного наказу підготувати 10000 військових до Капітолію 6 січня. «Я ніколи не отримував жодних вказівок чи наказів і не знав про будь-які плани подібного характеру», — сказав Міллер. Пізніше він остаточно сказав: «Ніякого прямого наказу президента не було».
Згідно зі свідченням Міллера, він жодного разу не розмовляв з Трампом під час атаки на Капітолій: «Мені це не було потрібно. Я мав усі повноваження, які мені були потрібні, і я знав, що має статися», — сказав він. Міллер відкидає думку про те, що Пентагон зволікав, захищаючи Капітолій, називаючи це «повним лайном», і він наполягає, що вони «грали разом». Переоцінивши те, що сталося 6 січня, Міллер визнав те, про що вони не знали раніше: «Схоже, очевидно, що мала місце організована змова з елементами нападу». Окрім упливу цієї необізнаності на реакцію Пентагону, Міллер каже, що змову було організовано та запущено до виступу Трампа 6 січня, і, отже, це не слід пов'язувати лише з тим, що Трамп сказав того дня.